# 夏志明 (天順進士)
夏志明（1433年—？），字惟公，直隸太平府當塗縣人，明朝政治人物。進士出身。

## 生平
應天府鄉試第六十三名。天順元年（1457年）參加丁丑科會試第五十六名，殿試登進士第二甲第六十四名。

## 家族
曾祖夏德中、祖父夏壽可、父亲夏安。